# گوهرشاد خاتون
گوهرشاد خاتون، دخترکوچک بابابیگ افشار از روسای ایل افشار خراسان و حاکم ابیورد بود. گوهرشاد خاتون پس از مرگ خواهرش به عقد نادرشاه افشار درآمد. نصرالله میرزا افشار و امامقلی میرزا دو پسر نادر شاه از او می‌باشند او هم‌چنین مادر خوانده رضاقلی میرزا فرزند بزرگ نادرشاه از خواهرش بود..